# Colon

Schema colon

Colonul în anatomie reprezintă penultima parte a intestinului gros, situându-se între cec și rect. Funcția lui este extragerea apei și a sării din excremente înainte ca acestea să fie eliminate în mediul exterior din organism. Spre deosebire de intestinul subțire, colonul nu joacă un rol important în absorbție. Are patru regiuni: colonul ascendent, cel transversal, cel descendent și cel sigmoid.
În colon se secretă potasiu și clor. 